# Jamides carola
Jamides carola är en fjärilsart som beskrevs av Grose-smith 1900. Jamides carola ingår i släktet Jamides och familjen juvelvingar. Inga underarter finns listade i Catalogue of Life.